# Ciro Ciliberto
Ciro Ciliberto (* 14. Oktober 1950 in Neapel) ist ein italienischer Mathematiker, der sich mit Algebraischer Geometrie befasst.

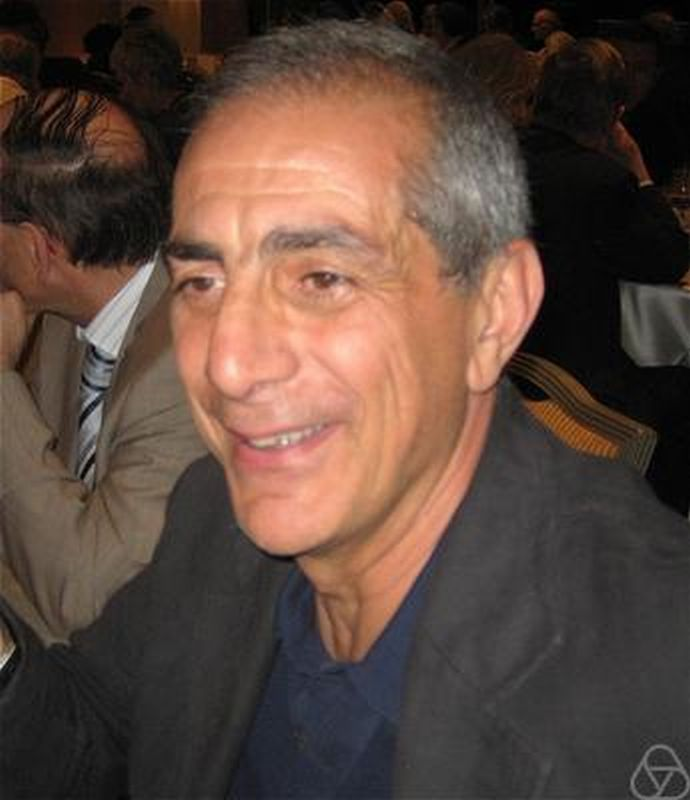
Ciro Ciliberto 2008

Ciliberto wurde 1973 an der Universität Neapel promoviert und war dort danach Assistenzprofessor und ab 1977 Professor. 1980 erhielt er eine volle Professor an der Universität Lecce und 1981 für Algebraische Geometrie an der Universität Neapel. Ab 1985 war er Professor für höhere Geometrie an der Universität Rom (Tor Vergata).
Er war Gastprofessor an der Harvard University (1979/80) und der Brown University (1986/87) und Gastwissenschaftler u. a. am IMPA, am CRM in Barcelona, am Mittag-Leffler-Institut, in Amsterdam, Göttingen, Hannover, Lissabon, Bukarest, Recife und der Colorado State University.
Er forscht insbesondere über projektive Kurven, algebraische Flächen, Abelschen Varietäten und ihrer Modulräume und projektiver Differentialgeometrie.
1990 bis 1995 war er Vizepräsident des Istituto Nazionale di Alta Matematica F. Severi.
Er wurde 2012 Präsident der Italienischen Mathematischen Gesellschaft (UMI). Er ist Mitherausgeber der Rendiconti del Circo Matematico di Palermo und Herausgeber der UMI Lecture Note Series. Er ist Mitglied der Accademia dei Lincei und der Akademie der Wissenschaften von Neapel. 2018 wurde er zum Mitglied der Academia Europaea gewählt.
Er war Mitherausgeber der Werke von Giacomo Albanese und Ruggiero Torelli.

## Schriften
- mit Maria Welleda Baldoni, Giulia Maria Piacentini Cattaneo Elementary number theory, cryptography and codes, Springer Verlag 2009
- mit A. Brigaglia Italian algebraic geometry between the two world wars, Queen’s University Press, Kingston, Ontario 1995
- Herausgeber mit Antony Gramita Projective varieties with unexpected properties: a volume in memory of Giuseppe Veronese, de Gruyter 2005 (Konferenz Siena 2004)
- Herausgeber Applications of algebraic geometry to coding theory, physics and computation, Kluwer 2001 (NATO Advanced Research Workshop)
- Herausgeber Classification of algebraic varieties, Contemporary Mathematics 160, American Mathematical Society, 1994 (Konferenz L’Aquila 1992)
- Herausgeber mit Edoardo Ballico, Fabrizio Catanese Classification of Irregular Varieties: Minimal Models and Abelian Varieties, Lecture Notes in Mathematics, Springer Verlag 1992 (Konferenz Trento 1990)
- Herausgeber mit Edoardo Ballico Algebraic curves and projective geometry, Lecture Notes in Mathematics, Springer Verlag 1989 (Konferenz Trento 1988)
- Herausgeber mit Fabrizio Catanese, Maurizio Cornalba Problems in the theory of surfaces and their classification, Symposia Mathematica 32, Academic Press, London, 1991.
- Herausgeber mit Franco Ghione Algebraic geometry - open problems, Lecture Notes in Mathematics, Springer Verlag 1983 (Konferenz Ravello 1982)